# ロンドン自然史博物館

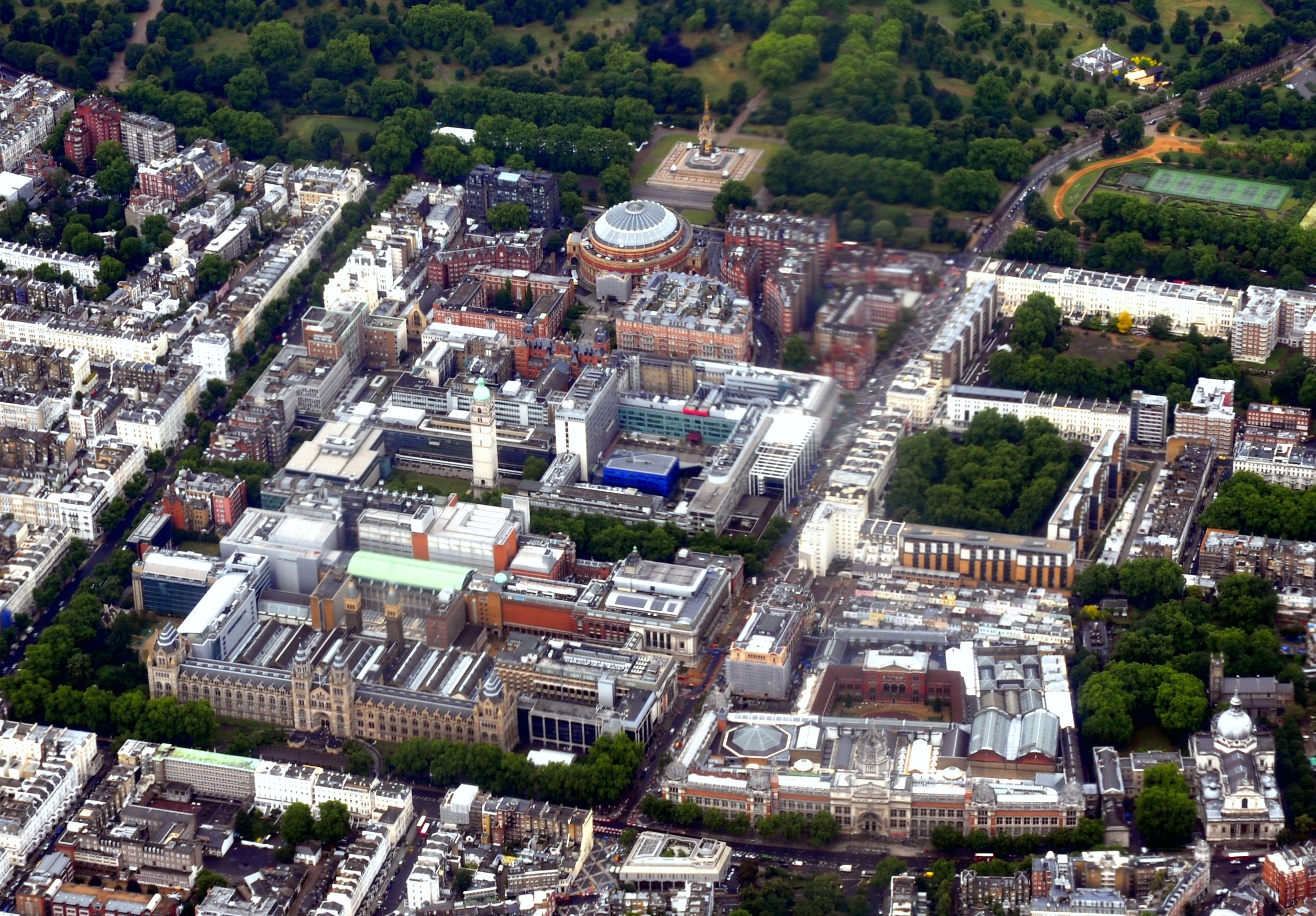
自然史博物館の上側にインペリアル・カレッジとドームの見えるロイヤル・アルバート・ホール

ロンドン自然史博物館（ロンドンしぜんしはくぶつかん、英: Natural History Museum）は、イギリスロンドンのサウス・ケンジントンにある博物館。大英自然史博物館、英国自然史博物館などとも呼ばれ、自然史系博物館としてはイギリス最大であるのみならず、世界でもトップクラスである。
大英博物館の一部として始まり、比較的最近まで正式名称に大英博物館（英: British Museum）と冠していたため、自然科学分野で単に大英博物館といった場合、ブルームスベリーにある本来の大英博物館ではなくこちらの博物館のことを指していることもあるので注意が必要。
最寄り駅はロンドン地下鉄のサウス・ケンジントン駅で、駅からはエキシビション・ロードの入口のすぐ近くまで地下道が延びている。全館入場料無料。

## 歴史

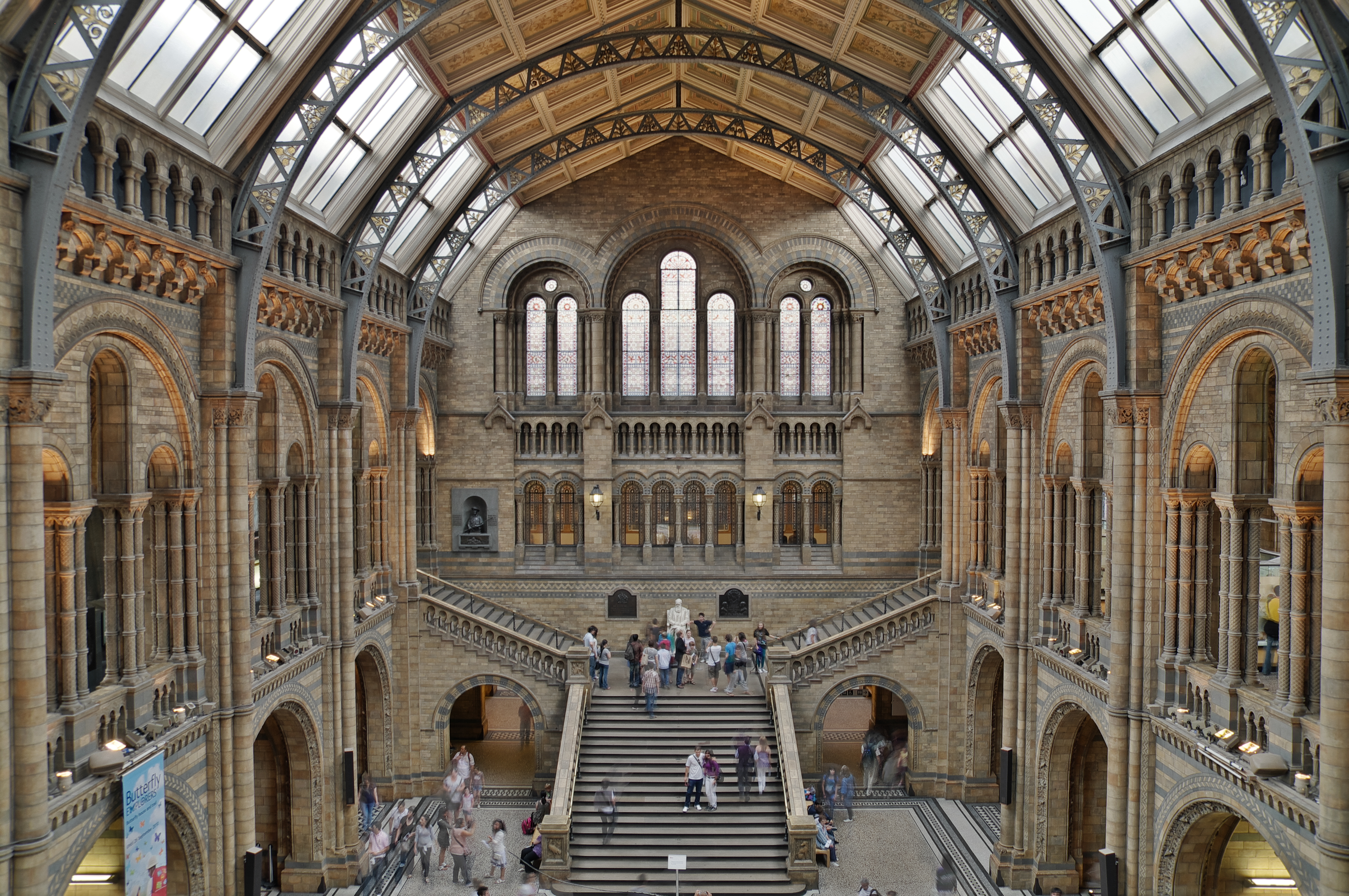
ロンドン自然史博物館中央ホール

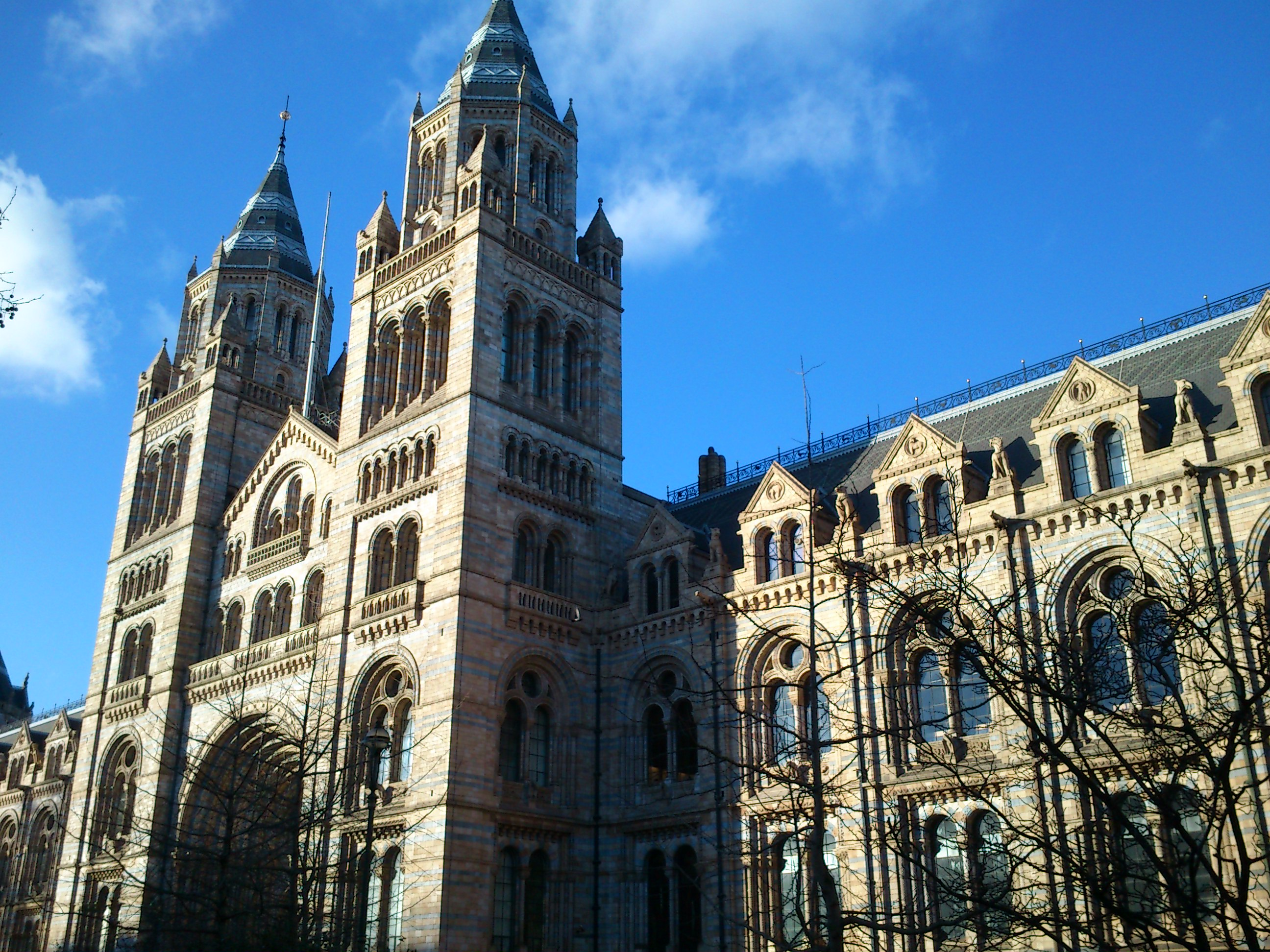
ロンドン自然史博物館

この博物館は元々大英博物館の一部門として始まっている。大英博物館自体は、1753年にアイルランドの医師ハンス・スローン卿から英国政府に遺贈された彼のコレクションを、ブルームスベリーのモンタギュー・ハウスに収めたことに始まる。このコレクションには、書籍・コインなどに加えて動物・植物・鉱物のコレクションも含まれていた。既に大英博物館の成立時に自然史博物館としてのスタートは切られていたのである。（詳細は大英博物館の項を参照のこと）
しかしながら、およそ一世紀も経つと、モンタギュー・ハウスに収蔵するには標本・資料類が膨大になってきた。そこで、大英博物館の自然史関係標本のために新しく別館を建てるべきであると強固に主張したのが、1856年から大英博物館の自然史部門長を務めていたリチャード・オーウェンである。オーウェンの主張は程なく受け入れられ1860年に新館の建築と自然史関係標本の移動が決定し、サウスケンジントンで1862年に開催されたロンドン万国博覧会跡地が新しい博物館のために購入された。
1881年4月18日、復活祭の翌日の月曜日、日本語では大英自然史博物館などと訳されるBritish Museum (Natural History)が開館した。しかし収蔵標本は膨大だったため、旧博物館から新館への物品移動作業自体は1883年まで続いた。移動が完了した後の1884年、悲願を成就したオーウェンはその職を辞している。
旧英名のBritish Museum (Natural History)が示すように、元来ここは公式には大英博物館の一部門であり、科学文献などで略記される場合にはB.M.(N.H.)などのように記述された。標本番号も、「BMNH 1234」という形式になっている場合がある。1963年、British Museum Act 1963によりこの博物館は独自の評議委員会を持つ独立した博物館となり、大英博物館の分館扱いではなくなった。しかしながら、この博物館の正式名称がBritish Museum (Natural History)から、元は通称だったThe Natural History Museumに公式に変わったのは、the Museums and Galleries Act of 1992 が成立してからのことである。
1937年、ウォルター・ロスチャイルドがハートフォードシャーのトリングに作った動物学博物館が遺言により大英博物館に遺贈され、この博物館の一部として組み込まれた。このウォルター・ロスチャイルド動物学博物館は、自然史博物館が独立後も引き続きロンドン自然史博物館の一部として機能している。
また、1985年にはこの建物の東側に隣接して建てられていた英国地質調査所の地質博物館が併合された。地質博物館の成立は、英国地質調査所の設立にも関わったヘンリー・デ・ラ・ビーチが1835年に政府によってデヴォン州の地質調査を命じられた際に、調査の過程で得られるであろう多量の岩石・鉱物を収容する場所をそのまま新しく博物館としてしまえば研究にも役立てられる上に費用的にも安くつく、と大蔵大臣に進言した事に始まる。政府はその提案を受け入れ、1841年にウィンターホールから少し離れたクレイグス・コートに英国地質調査所の一部門として地質博物館が設立された。その後数度の引越を経て、1935年以降併合までこの自然史博物館の東隣に居を構えていた。
地質博物館は、1974年から1988年にかけて活火山モデルや地震装置、世界初のコンピュータ使用展示（Treasures of the Earth）の所蔵などで世界的に有名になっていた。自然史博物館への併合後、この元地質博物館のギャラリーは完全に作り直され、マルチメディア展示として1998年に再公開された。ただし自然史博物館が元々持っていた鉱物学関係の展示は、ウォーターハウス館の19世紀の展示手法の例として、マルチメディア展示に組み込まれることなくそのままに残された。

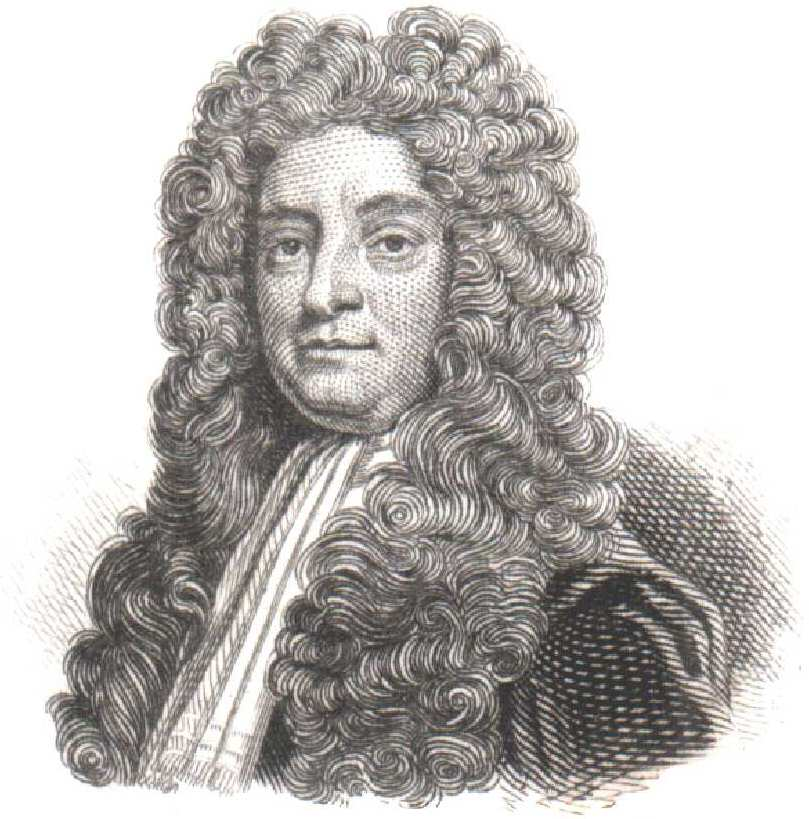
大英博物館創設の立役者 ハンス・スローン
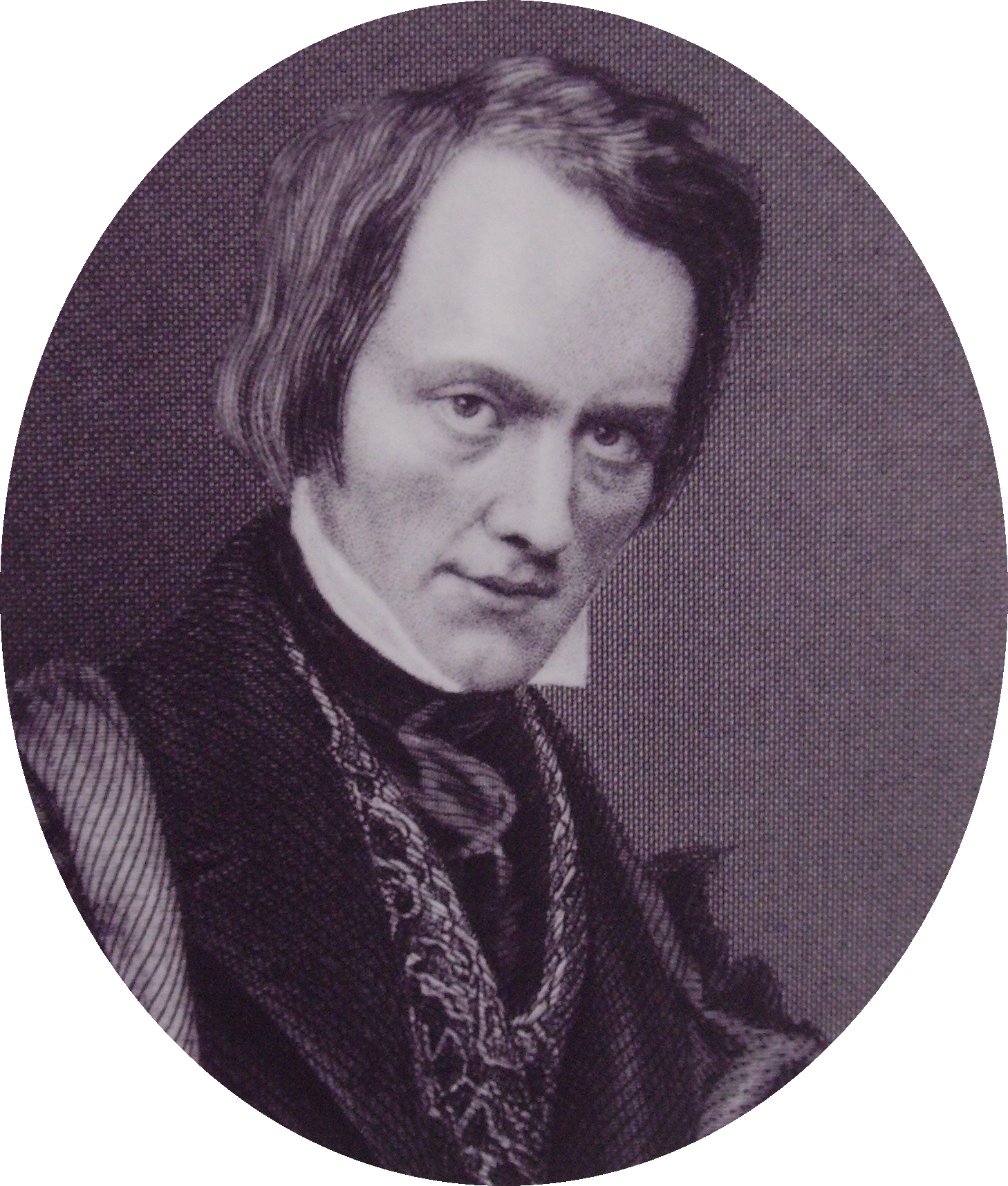
大英自然史博物館創設者 リチャード・オーウェン
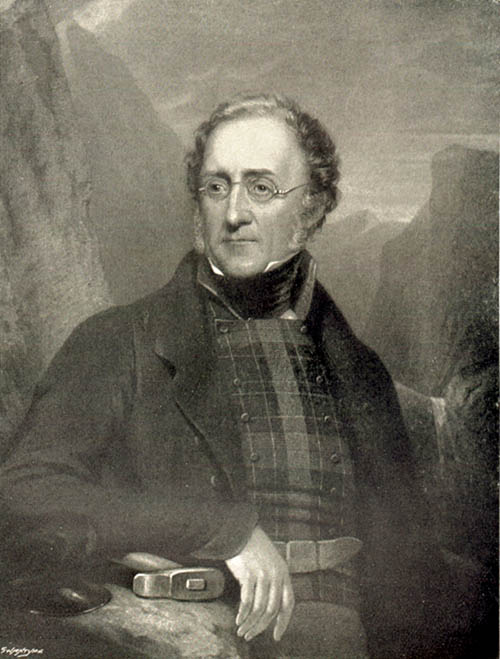
地質博物館創設者 ヘンリー・デ・ラ・ビーチ
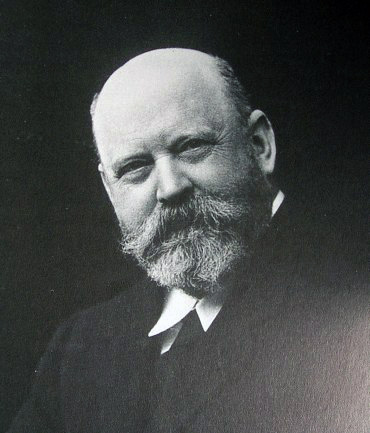
動物学博物館創設者 ウォルター・ロスチャイルド

## 建物

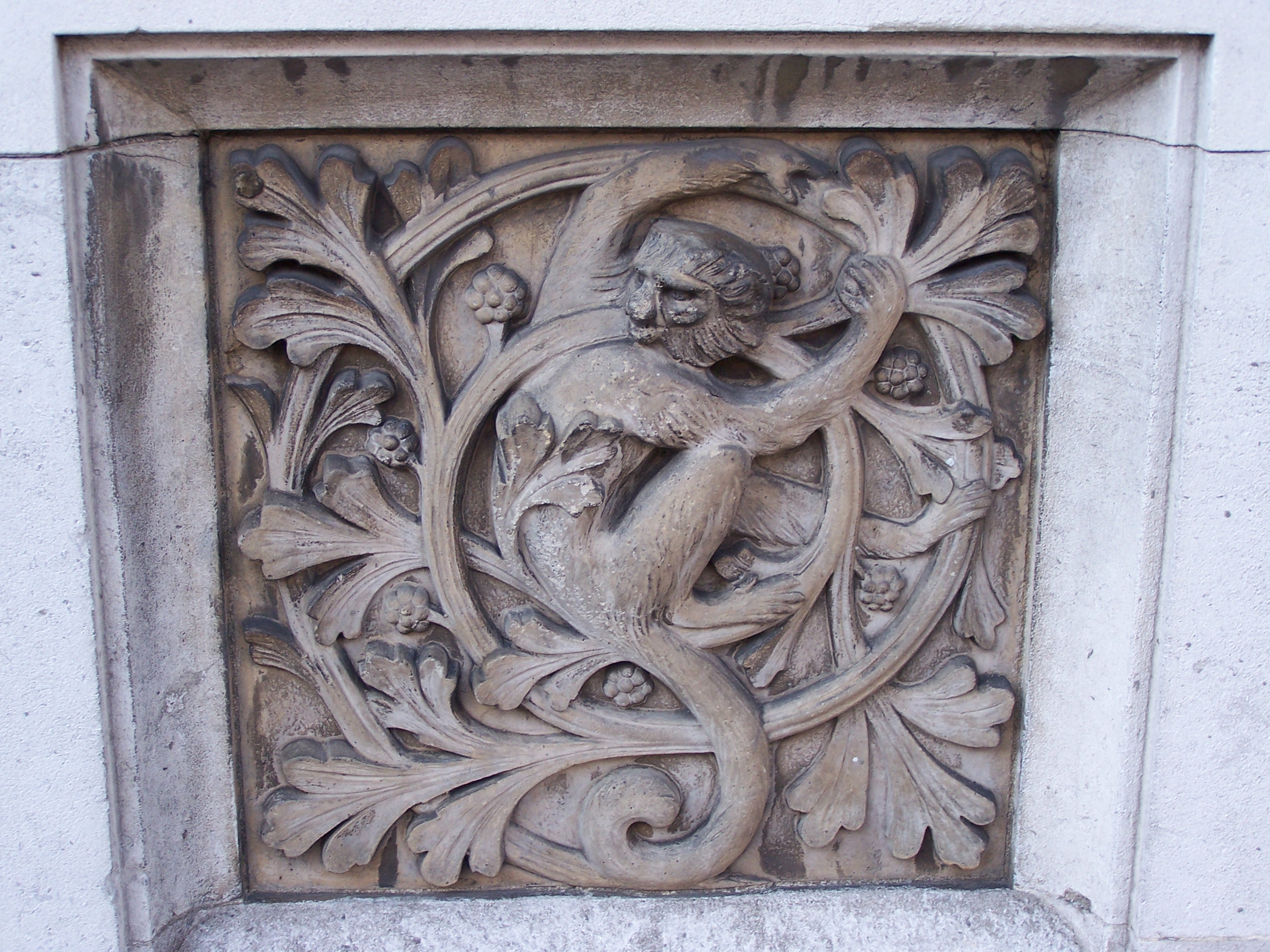
動植物を現した壁面のテラコッタ

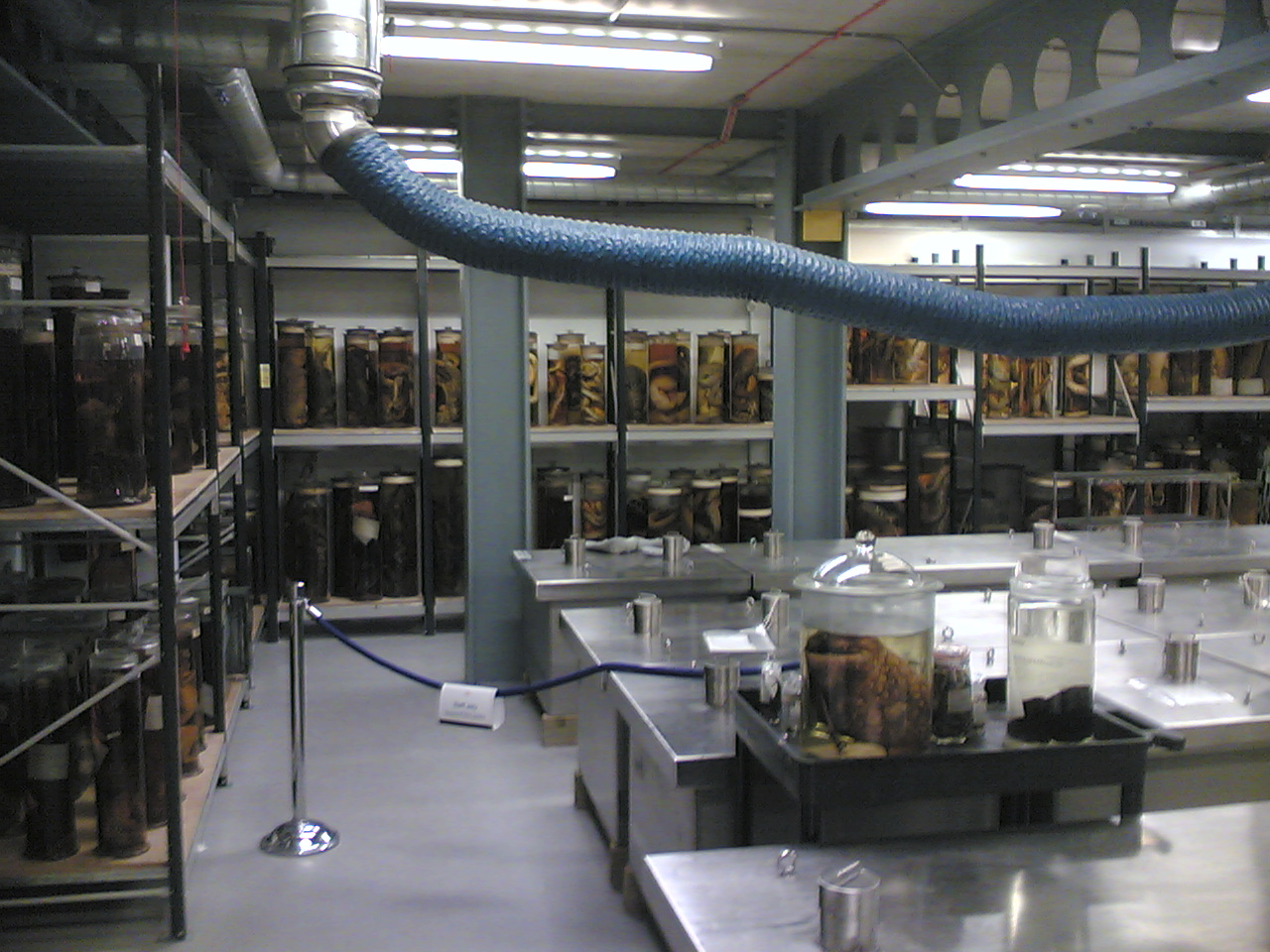
ダーウィン・センター内観

自然史博物館の建設が決定し立地が確保された後の1864年に、新しい博物館の建物のためのコンペが開かれた。一等賞を勝ち取ったのは、ロイヤル・アルバート・ホールやヴィクトリア&アルバート博物館の一部なども手がけた英国陸軍工兵隊大尉のフランシス・フォークによるルネサンス様式案であった。しかしその受賞直後にフォークは過労により健康を損ない、1865年に亡くなってしまった。
フォークが司るはずだった仕事を引き継いだのは、リバプール出身のアルフレッド・ウォーターハウスだった。ウォーターハウスはその案に大幅に手を加え、彼特有のドイツ・ロマネスク様式で全体をデザインし直した。建築は1873年に開始され、1880年に完成した。この建物は現在ではロンドンのロマネスク様式建築物の代表例となっている。
標本や模型だけでなく、彫刻や絵画でも自然史博物館としての性格を表したいというオーウェンの意向により、ヒンツ・ホール（Hintze Hall、旧・中央ホール）の天井には数多くの植物画が描かれており、その数は北側だけで162枚にもなる。また、外装と内装は淡黄色と青色のテラコッタ製のパネルで覆われているが、そこにも生態系の多様性を表現する多数の動物・植物が浮彫にされている。館の西翼にあるのは現生種の動植物であり、東翼には絶滅種の姿を配置している。これらの画や彫刻もウォーターハウスがその元画を描いている。
現在はロンドン自然史博物館の一部となっている元・地質博物館の建物は科学博物館の建築家でもあったリチャード・アリンソンとJ.H.マーカムによって設計され、1929年から1933年にかけて建築された。1985年にロンドン自然史博物館に合併された後、1988年には2つの建物を繋ぐ回廊が整備され、元・地質博物館はロンドン自然史博物館の東側の一角を占めると同時に東側からの入口をも構成している。東口の上部には今日でもGeological Survey Museumの文字が彫られているのを見る事ができる。
館の西端には、ダーウィン・センターと名付けられた近代的建築の収蔵庫が増築された。8階建てのこの建物は、近代的でありながらウォーターハウス館と外観の調和を成すように、淡黄色のパネルで覆われている。この後第2フェーズの一環としてデンマークの建築家 C.F. Møllerによるガラス壁で覆われた繭状の建物が新しく建築された。チャールズ・ダーウィンに因んで名付けられたこの施設は、博物館の舞台裏までも展示とする事を目的とした公開標本収蔵庫である。何百万もの保存標本や双方向資料、新しい作業空間が納められており、来館者は作業中の博物館スタッフのすぐそばで進行中の作業を見学する事ができる。講義や実演が毎日行われ、時にはweb上でも公開される。ダーウィン・センターの第1フェーズでは動物学部門の液浸標本（組織をアルコールに漬けて保存している）が収蔵され、計画の第2フェーズでは昆虫学と植物学の乾燥標本の収蔵が完了した。
ダーウィン・センターには、2004年3月フォークランド諸島周辺で漁網にかかった全長8.62mのダイオウイカの標本も収蔵されており、話題を呼んでいる。その学名Architeuthis duxからアーチー（Archie）との愛称が名付けられたこのイカは今のところ巨大な標本室の目立つ場所に展示されており、ホルムアルデヒド・食塩水混合液を満たした強化ガラスのタンクに納められている。
正面入口はサウスケンジントンのクロムウェル・ロードに面しているが、東面入口はハイドパークから下りてくるその名もエキシビション・ロードに面しており、科学博物館、ヴィクトリア&アルバート博物館と合わせてエキシビション・ロードに面する三大博物館の一つとなっている。この博物館の中央対称軸はここから北へ順にインペリアル・カレッジ・ロンドン（元・王立研究所）の塔、ロイヤル・アルバート・ホール、さらにハイドパーク内のアルバート記念碑と一直線に並ぶように設計されている。これらの建造物は、俗にアルバートポリスと呼ばれる街区をなす一部である。

## 展示

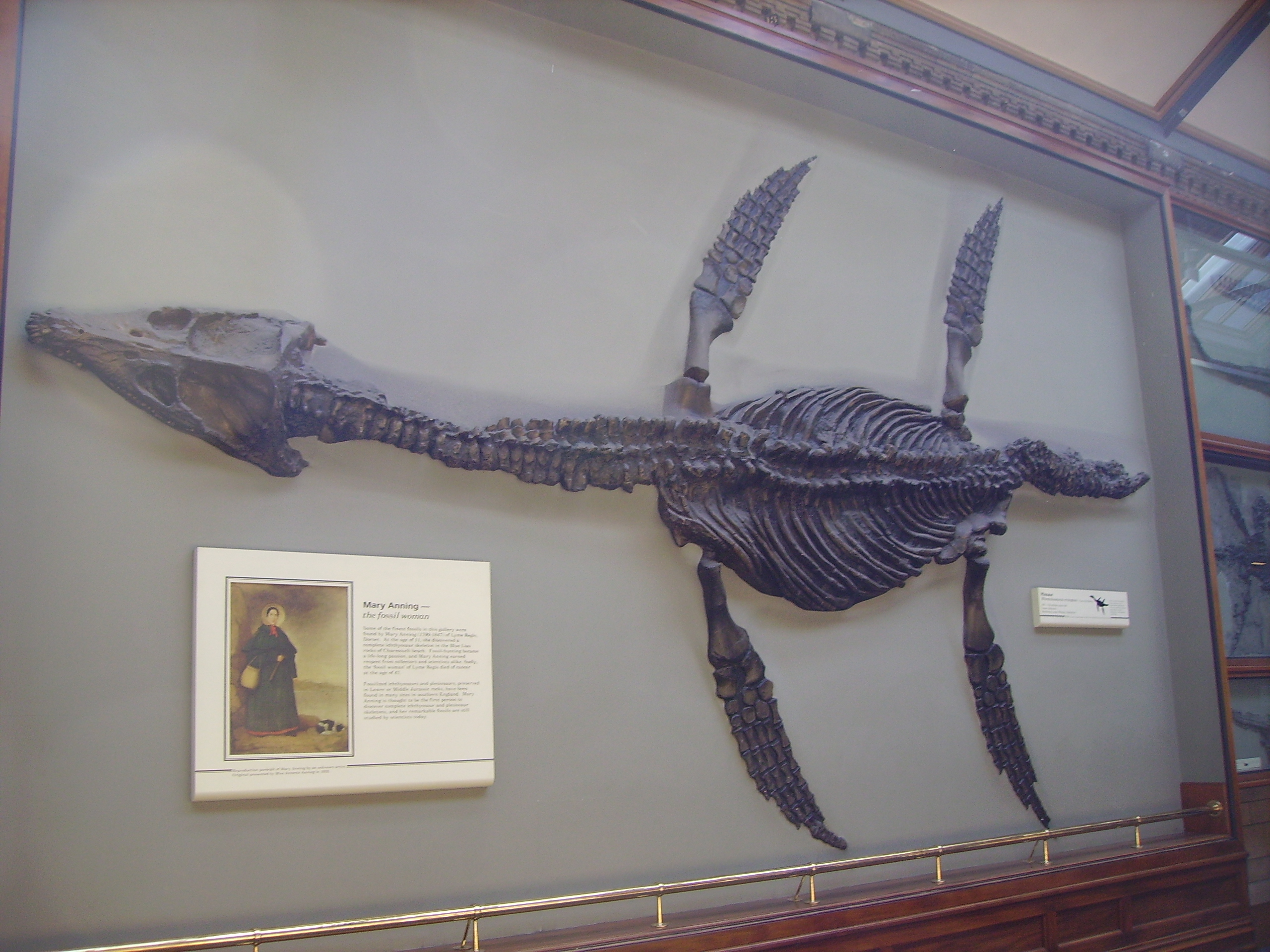
メアリー・アニングとプレシオサウルス

この博物館は8,000万点以上もの収蔵品からなる生命科学・地球科学コレクションの収蔵施設である。ジェームズ・クックのエンデバー号に同乗したジョゼフ・バンクスが収集した標本、チャレンジャー号探検航海によって収集された標本、スコット探検隊による南極大陸からの標本、博物館自身の企画によるタンガニーカへの恐竜発掘遠征で得られた標本など、海外からの貴重かつ大量の標本をも所蔵し、その質と量は世界でも有数である。
コレクションの分野としては動物学・昆虫学・古生物学・植物学・鉱物学の5つに大別される。
- 動物標本 - 6,300万点（内、昆虫標本が3,400万点）
- 化石標本 - 700万点
- 植物標本 - 600万点
- 岩石・鉱物標本 - 50万点以上
- 隕石 - 5,000点

標本以外にも、自然科学関係の蔵書コレクションは100万冊をこえ、イギリス国内最大の蔵書量を誇る。また、特筆すべき点として、50万点を超える絵画コレクションがある。これは並の美術館を凌駕する数であり、イギリス国内でこれを超える収蔵数の絵画コレクションを持つのは、大英博物館とヴィクトリア&アルバート博物館の2館のみである。
自然史博物館に大きな絵画コレクションがあるというのは一見奇妙に思えるが、実はそれらのほとんどが博物画である。保存用標本にする以前の生息時の姿を残すには、写真が無い時代には絵画に頼る事になるのは自明であり、ちょっとした探検行でも博物学者の他に専門の画家が同行するのは普通の事だった。金星の太陽面通過を確認する事が第一の目的であったジェームズ・クックの最初の探検でも、本来の目的ではない博物学標本のための画家が3人も同行している。それらの博物画の蓄積の集大成がこの膨大な数のコレクションとなったのである。

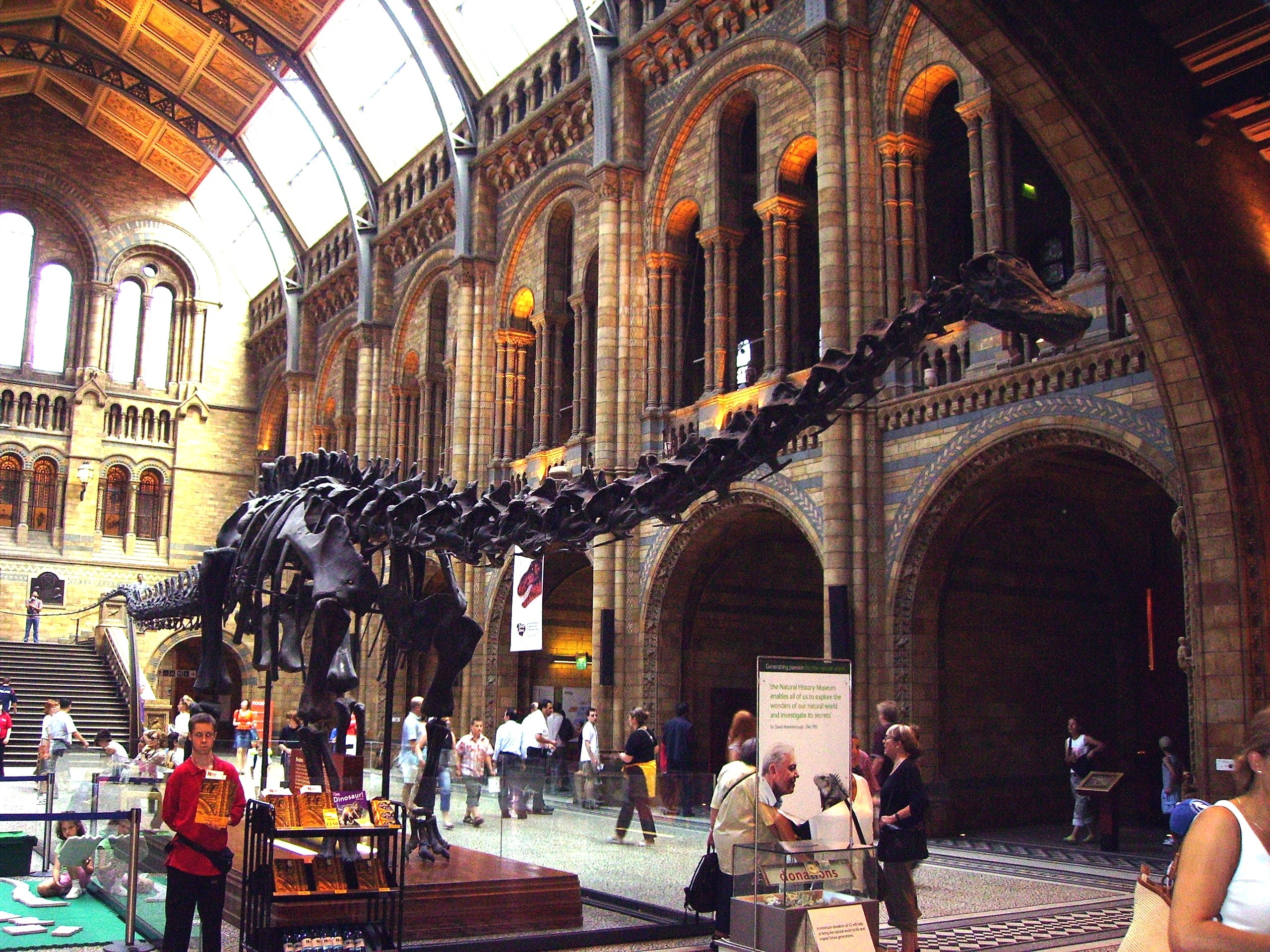
中央ホールのディプロドクス

クロムウェル・ロードの正面入口から通じるウォーターハウス館全体は現在、動物学・植物学・古生物学などの展示が行われている。入口から直接繋がるヒンツ・ホール（旧・中央ホール）には巨大なディプロドクスの全身骨格が屹立しており、この博物館の目玉となっている。このディプロドクスの複製骨格は1905年にアメリカの鉄鋼王アンドリュー・カーネギーから寄贈されたものであり、ロンドン以外にパリ・ベルリン・ウィーン・ボローニャ・ラプラタ・メキシコシティの各都市の博物館に、同じ型から取った複製が送られている。
ヒンツ・ホール（旧・中央ホール）には他に樹齢1300年のジャイアント・セコイアの輪切りや、シーラカンスなどが展示されているとともに、正面階段の踊り場には2.2トンにもなるチャールズ・ダーウィンの大理石像が設置されている。この像は自然史博物館が開館してまもなくの1885年に公開されたJoseph Boehm制作の像で、公開から40年ほどは現在と同じ踊り場に置かれていた。1927年にアジアゾウ標本の搬入のために場所を空けさせられ、その後1970年に再び移動させられて以降はノース・ホールに設置されていたものを、ダーウィン生誕200年記念にあわせて、公開当時の場所に再設置されたものである。
館全体での展示は、レッド・ゾーン・グリーン・ゾーン・ブルー・ゾーン・オレンジ・ゾーン の4つのゾーンに分かれている。

### レッド・ゾーン
レッド・ゾーン (Red Zone)は主に旧地質博物館の建物に位置しており、そのため地学関係のギャラリーが集まっている。ゾーンとしての入り口は東口、すなわち旧地質博物館の正面入口である。

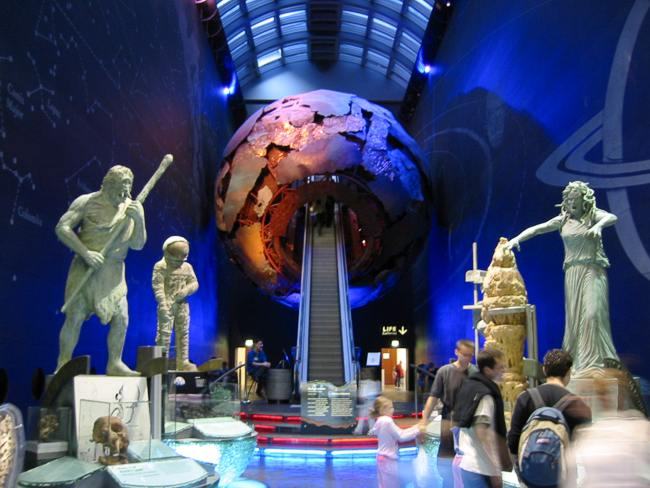
レッド・ゾーン 展示

- 地球の光景 Visions of Earth
- 地球の今日・明日 Earth Today and Tomorrow
- 始原より From the Biginning
- 地球の宝物庫 Earth's Treasury
- 内なる力 The Power Within
- 休む事なき地殻 Restless Surface
- 地球ラボ Earth Lab
- 今に遺る痕跡 Lasting Impression

地球ラボ (Earth lab) では、実際に様々な岩石鉱物を手に取ることができ、自分で持ち込んだ岩石・鉱物を標本・資料と照らし合わせて自分で同定することができる。そのための岩石顕微鏡、データベースなどが用意されているのは、グリーン・ゾーンの"investigate" と同じく、自ら情報を求め自分で考えて答えを出す、というコンセプトに則っているためである。また神戸のコンビニエンスストアを再現した阪神・淡路大震災の揺れを体験できる施設もある。

### グリーン・ゾーン
グリーン・ゾーン (Green Zone)は旧ウォーターハウス館の東翼を主に占め、地下から3階までギャラリーが配置されている。地下には"investigate" という区画があり、学校や一般向けの科学教育を行っている。来館者は、大人も子供も実際に標本に触れることができ、その標本の種類も動物・植物・鉱物など多岐にわたる。それらの標本についての講義を聴くのではなく、investigate（調査・研究）の名の通り、顕微鏡・各種計測装置・データベースなどを駆使して自分で調べる事により、その標本についての知識と科学的方法論そのものを獲得する事を狙いとしている。
- ヒンツ・ホール Hintze Hall
- 化石海生爬虫類 Fossil Marine Reptiles
- 英国の化石 Fossils from Britain
- 生態学 Ecology
- 地を這うもの Creepy Crawlies
- 鳥類 Birds
- 進化上の我々の位置 Our Place in Evolution
- 鉱物 Minerals
- 貯蔵庫 The Vault
- 霊長類 Primates
- 樹木 Tree

このゾーンでの鉱物標本はマルチメディア展示に組み入れられることなく、旧来のヴィクトリア朝オーク製キャビネットに収められ、自然史博物館発足当時の展示状況を再現している。

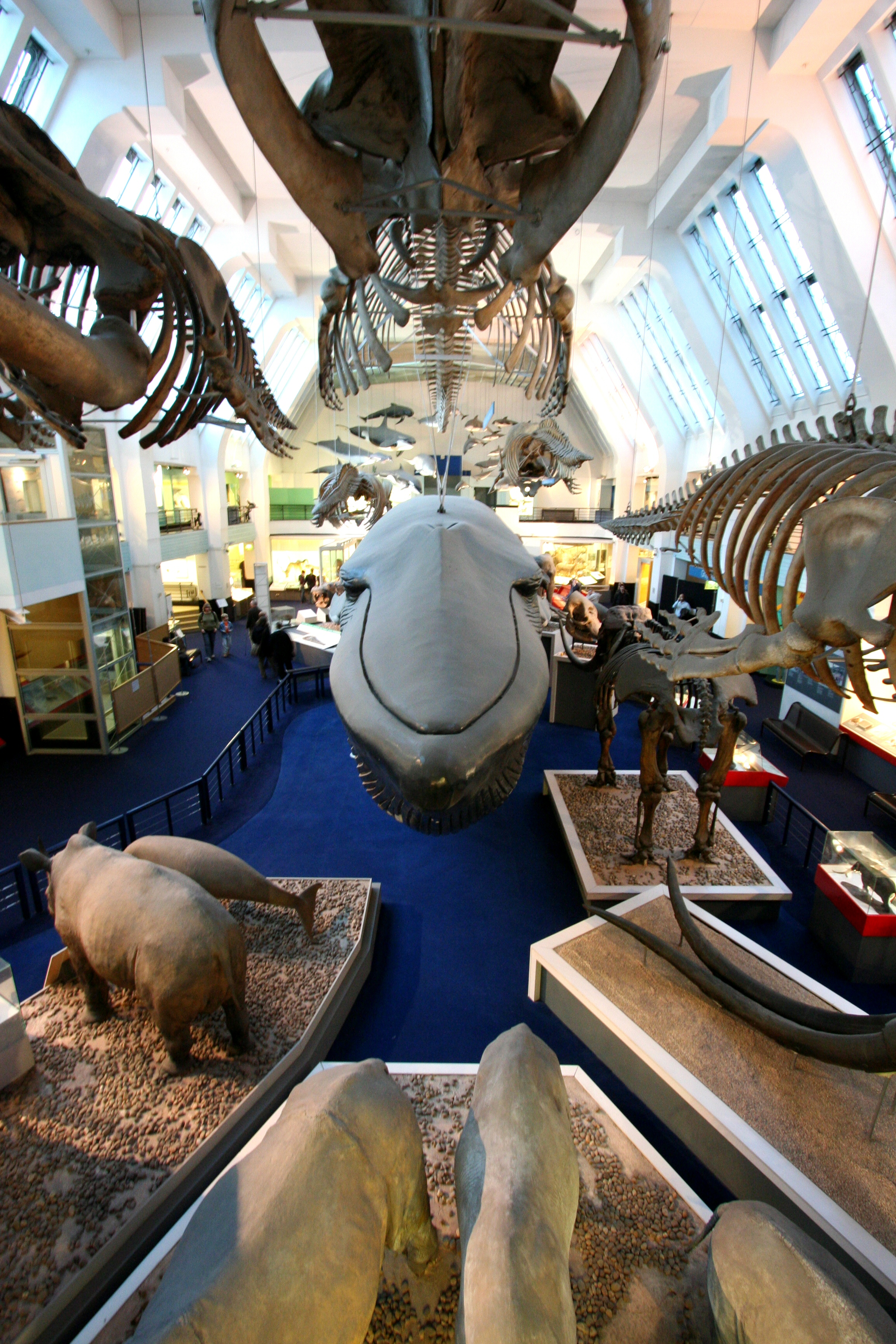
シロナガスクジラの実物大模型と大型哺乳類標本

### ブルー・ゾーン
ブルー・ゾーン (Blue Zone)はグリーン・ゾーンとは反対側の旧ウォーターハウス館の西翼に位置する。地球上の生命の多様性を示すと共に、人間もまたその多様性の一部であることが理解できるようになっている。1階と2階からなるこのゾーンには以下のギャラリーが存在する。
- 恐竜 Dinosaurs
- 魚類・両生類・爬虫類 Fishes, Amphibians and Reptiles
- ヒトの生物学 Human Biology
- 海生無脊椎動物 Marine Invertbrates
- 哺乳類 Mammals
- 哺乳類（シロナガスクジラ） Mammals (blue whale)

### オレンジ・ゾーン
オレンジ・ゾーン (Orange Zone)は本館・東館のどちらにも位置してはおらず、ダーウィン・センターはそのために増設された新館に、生物公園は建物の外部にある。
- ダーウィン・センター Darwin Centre
- 野生生物公園 Wildlife Garden

野生生物公園はイギリス原産の動植物を生きたまま収容した展示である。博物館敷地の南西部に位置し、草地・オークの森・淡水池などと名付けられた区域毎に植物相・動物相を再現している。開園期間は4月から10月までで、冬期は閉園される。